# تتسوماسا کیمورا
تتسوماسا کیمورا (انگلیسی: Tetsumasa Kimura؛ زادهٔ ۲۴ ژانویهٔ ۱۹۷۲) بازیکن فوتبال اهل ژاپن است.
از باشگاه‌هایی که در آن بازی کرده‌است می‌توان به باشگاه فوتبال جف یونایتد ایچیهارا چیبا اشاره کرد.